# Rückstrahlerkolibris
Die Rückstrahlerkolibris (Aglaeactis) sind eine Gattung kleiner Kolibris, die in den höheren Regionen der Anden heimisch sind. Sie erreichen eine Länge von zwölf bis dreizehn Zentimetern. Die Männchen sind durch leuchtende violette oder malachitgrüne Rücken- und Bürzelfedern charakterisiert. Sie bewohnen den Páramo, immergrüne Bergwälder und Buschland in Höhenlagen von 2500 bis 4300 m. Ihre Nahrung besteht aus Blütennektar und Insekten.

## Systematik
Es gibt vier Arten, die in Peru, Ecuador, Kolumbien und Bolivien vorkommen:
- Maronenkolibri, Weißbrust-Andenkolibri, Purpurrückenkolibri oder Purpurflügelkolibri (Aglaeactis aliciae) – Verbreitung: La Libertad, Peru
- Tropfenbrustkolibri, Rotbrust-Andenkolibri oder Weißbüschelkolibri (Aglaeactis castelnaudii) – Verbreitung: Huánuco, Pasco und Junín in Zentral-Peru.
- Rostkolibri oder Rosenschillerkolibri (Aglaeactis cupripennis) – Verbreitung: Kolumbien, Ecuador, Peru
- Schwarzkopfkolibri, Schwarzbauch-Andenkolibri oder Pamelakolibri (Aglaeactis pamela) – Verbreitung: Cordillera Real, Bolivien